# 1807 en arts plastiques
| Années des arts plastiques : 1804 - 1805 - 1806 - 1807 - 1808 - 1809 - 1810    |
| Décennies des arts plastiques : 1770 - 1780 - 1790 - 1800 - 1810 - 1820 - 1830 |

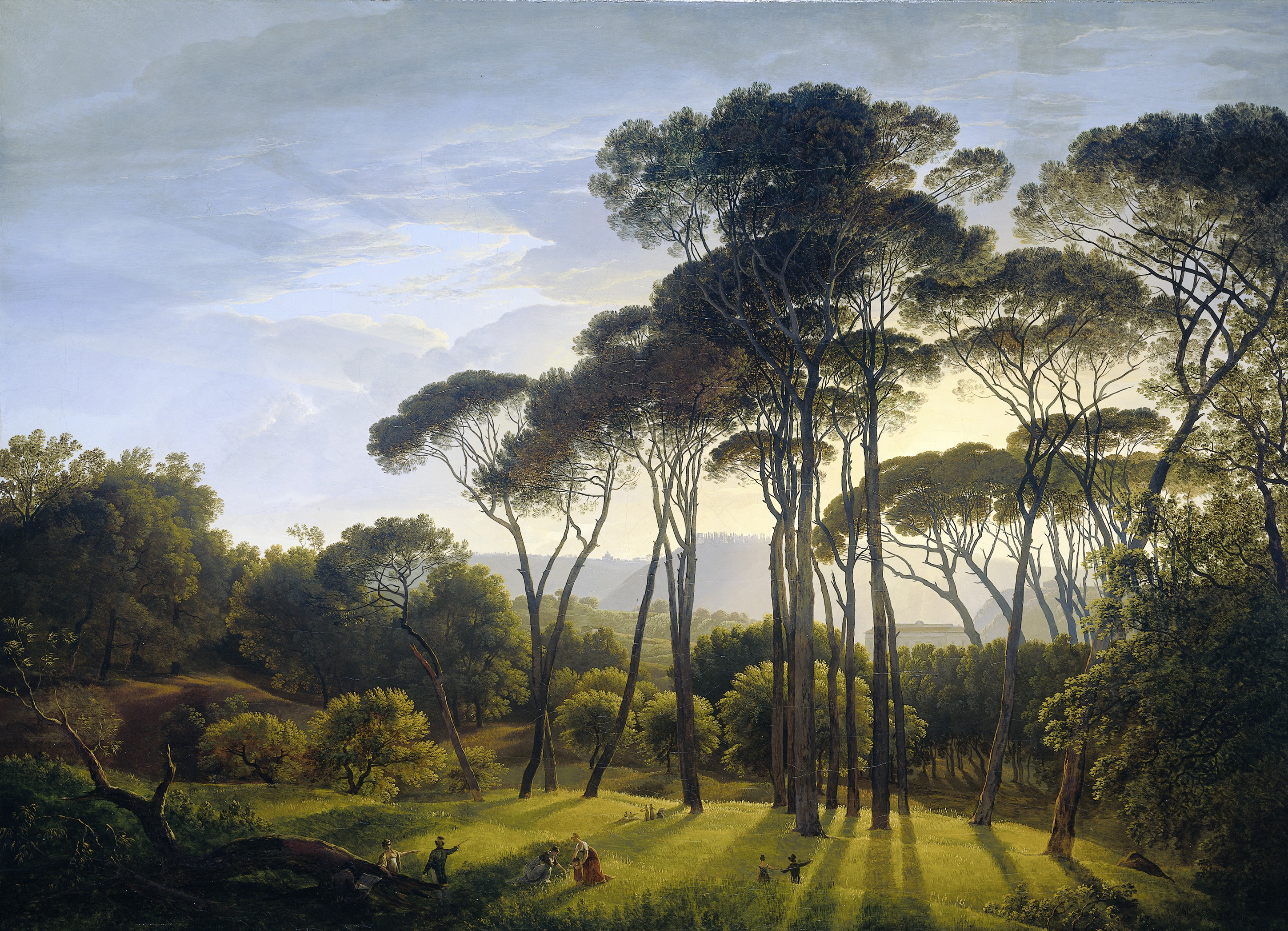
Hendrik Voogd - Paysage italien avec pins parasols.

Cette page concerne l'année 1807 en arts plastiques.

## Œuvres
- La Baigneuse à mi-corps, tableau de Jean-Auguste-Dominique Ingres ;
- Portrait de Madame Duvaucey de Jean-Auguste-Dominique Ingres ;
- Atala au tombeau, tableau de Anne-Louis Girodet (musée du Louvre) ;

## Naissances
- 3 janvier : François-René Moreaux, peintre et photographe franco-brésilien († 25 octobre 1860),
- 7 janvier : Johann Geyer, peintre allemand († 26 novembre 1875),
- 26 janvier : Giuseppe Macinata, peintre  néoclassique italien († 9 juin 1874),
- 26 février : Emma Leroux de Lincy, artiste peintre française († 2 avril 1879)
- 1er mars : Jean-Baptiste-Alfred Cornilliet, graveur, lithographe et peintre français († 1887),
- 21 mars : Frédéric Peyson, peintre français († 13 janvier 1877),
- 16 avril : Étienne Mélingue, acteur, sculpteur et peintre français († 1875),
- 14 juin : Ivan Sochenko, peintre russe († 31 juillet 1876),
- 11 août : Karl Würbs, peintre bohémien († 6 juillet 1876),
- 13 août : Kaspar Braun, peintre, dessinateur, illustrateur, graveur sur bois, et éditeur allemand († 29 octobre 1877),
- 9 septembre : Jean-François Brémond, peintre d'histoire français († 2 mars 1865),
- 16 septembre : Jean Murat, peintre français († 25 septembre 1863),
- 19 septembre : Pierre Adrien Graillon, sculpteur, dessinateur, peintre, lithographe et écrivain français († 14 décembre 1872),
- 17 octobre : Louis-Henri de Rudder, peintre d'histoire, de genre, portraitiste et illustrateur français († 11 août 1881),
- 6 novembre : Leonardo Alenza, peintre espagnol romantique († 30 juin 1845),
- 24 novembre : Angelo Inganni, peintre italien († 2 décembre 1880),
- 26 novembre :
  - Pierre-Antoine Labouchère, peintre français († 28 mars 1873),
  - William Sidney Mount, peintre américain († 19 novembre 1868),
- 9 décembre : Paul Chenavard, peintre français († 12 avril 1895),
- 15 décembre : Auguste-Barthélemy Glaize, peintre d'histoire et de genre français († 8 août 1893),
- ? :
  - Shuki Okamoto, peintre japonais († 1862),
  - Giacomo Rossetti, peintre et photographe italien († 1882),
  - Domenico Tojetti, peintre italo-américain († 1892),
  - Étienne-Napoléon Cournaud, sculpteur français († 1863).

## Décès
- 20 avril : Vincenzo Martinelli, peintre italien (° 20 juin 1737),
- 28 avril :  Jacob Philipp Hackert, peintre allemand (° 15 septembre 1737),
- 10 septembre : Pierre-Antoine Demachy, peintre français (° 17 septembre 1723),
- 18 septembre : Franciszek Smuglewicz, dessinateur et peintre polono-lituanien (° 6 octobre 1745),
- 4 octobre : Mariano Rossi, peintre italien (° 8 décembre 1731),
- 17 octobre : Isaac Taylor, graveur britannique (° 13 décembre 1730),
- 5 novembre : Angelica Kauffmann, portraitiste suisse (° 30 octobre 1741),
- 2 décembre : François-Joseph Manisfeld, peintre et dessinateur français (° 3 décembre 1742).